# Сундарі
Сундарі (Sundari) — група з двох видів (Heritiera fomes і Heritiera littoralis) дерев, меншканців мангрових лісців Бенгалу. Вважається, що дерево принесло назву заболоченої території Сундарбанс в Дельті Гангу.